# Milan (Ohio)
Milan é uma vila localizada no estado norte-americano de Ohio, no Condado de Erie e Condado de Huron.
A vila é famosa por ser a terra natal do descobridor da eletricidade Thomas Edison.

## Demografia
Segundo o censo norte-americano de 2000, a sua população era de 1445 habitantes.
Em 2006, foi estimada uma população de 1338, um decréscimo de 107 (-7.4%).

## Geografia
De acordo com o United States Census Bureau tem uma área de 3,0 km², dos quais 3,0 km² cobertos por terra e 0,0 km² cobertos por água. Milan localiza-se a aproximadamente 198 m acima do nível do mar.

## Localidades na vizinhança
O diagrama seguinte representa as localidades num raio de 16 km ao redor de Milan.